# Walesi nyelv
A walesi nyelv, velszi nyelv vagy kimru nyelv (walesiül Cymraeg vagy y Gymraeg, kiejtve [kəmˈrɑːɨɡ] vagy [ə ɡəmˈrɑːɨɡ]) az indoeurópai nyelvcsalád, azon belül a szigeti kelta nyelvek tagja. A walesi nem összekeverendő a walesi angol nyelvvel, amely a helyi angol lakosság nyelve. Wales (Cymru) nemzeti nyelve, valamint beszélt nyelv az argentínai (yr Ariannin) walesi kolóniákban (Y Wladfa), a Patagóniai Chubut-völgyben. Ezen kívül elszórtan beszélik még Angliában (Lloegr), Skóciában (yr Alban), az Egyesült Államokban (yr Unol Daleithiau), Ausztráliában (Awstralia) és Új-Zélandon (Seland Newydd).

## Történelem

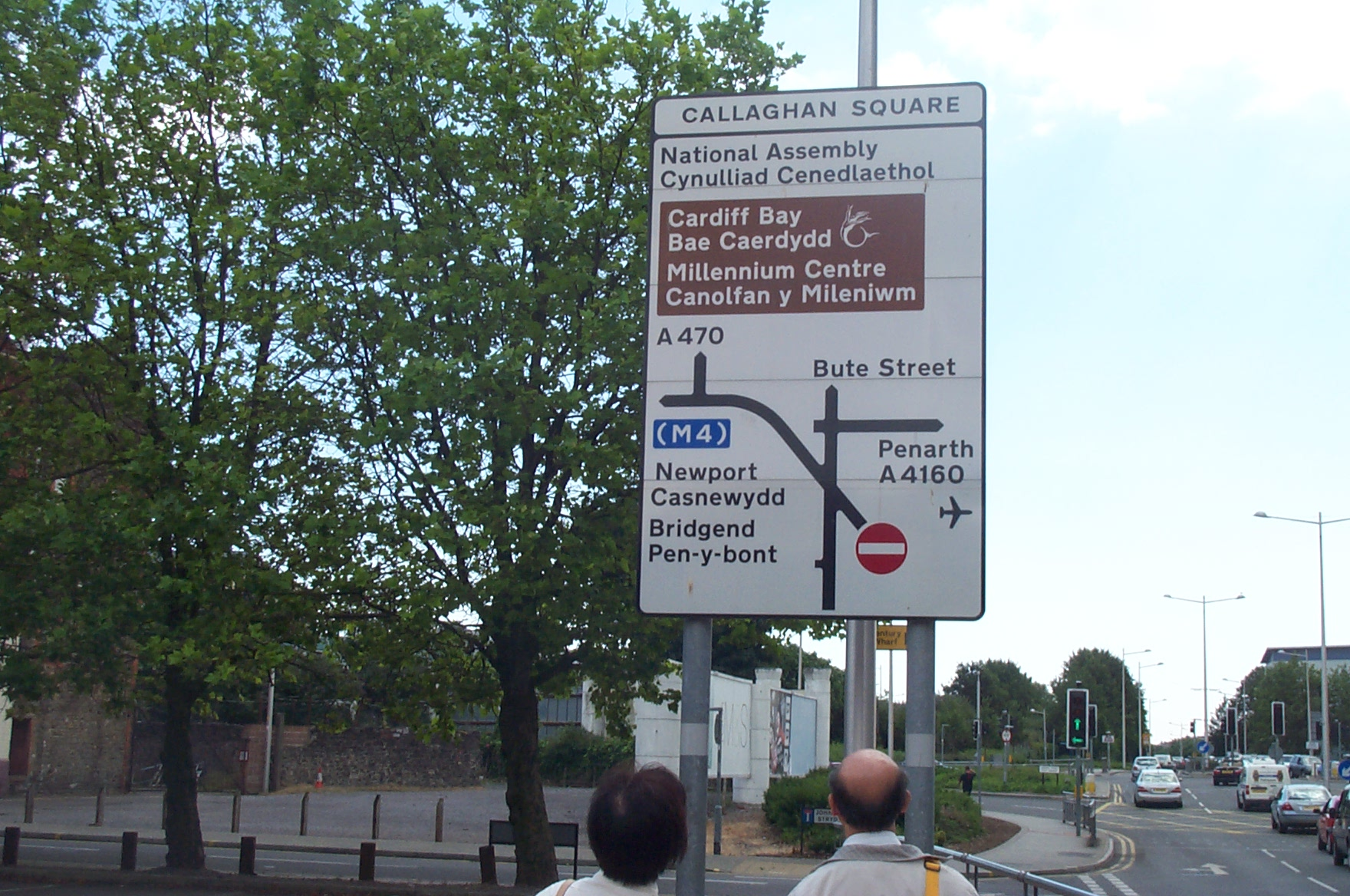
Kétnyelvű tábla Cardiffban

A walesi a nyugati és déli brit nyelvjárásokból alakult ki a korai középkorban. Ekkor a nyelv elterjedési területe jóval nagyobb volt, északon egészen Dél-Skóciáig nyúlott. Az angolszász hódítás következtében csökkent a terület a mai határok közé.
A nyelv fejlődése a következő időszakokra osztható:
- 400-800: archaikus időszak, alig maradt fenn nyelvemlék.
- 800-1150: ówalesi kor: tulajdonnevek, rövidebb szövegek, főleg latin oklevelekben.
- 1150-1500: középwalesi kor: gazdag irodalmi alkotások, kifinomult stílusalakzatok jellemzik, főbb alkotók: Aneirin, Taliesin, Llywarch Hen, Dafydd ap Gwilym.
- XVI. századtól: újwalesi kor: jelentős irodalom, egyre terjedő anyanyelvi irodalom (bibliafordítás, prédikációk, költői versenyek [Eisteddfod]). Ez időben távolodott el a beszélt nyelv az írott normáktól.

Az 1532-ben kiadott törvény (Act of Union) hatására a nyelv hanyatlani kezdett, mivel az angol lett a hivatalos nyelv. Az egyházi nyelv ugyan a walesi maradt, de a növekvő angol bevándorlás, a vegyes házasságok visszaszorították a nyelv társadalmi funkcióit.
Manapság a walesit kötelezően oktatják alsó- és középszintű iskolákban, de az oktatás nyelve az angol. A rádióban és a televízióban rendszeres a walesi nyelvű adás. A teljes walesi lakosság 21% (kb. 600 000 fő) beszéli valamilyen szinten, közülük kb. 30 000 fő egynyelvű.

## A walesi ábécé
A betűk: A, B, C, Ch, D, Dd, E, F, Ff, G, Ng, H, I, L, Ll, M, N, O, P, Ph, R, Rh, S, T, Th, U, W, Y
A betűk nevei: â, bî, èc, èch, dî, èdd, ê, èf, èff, èg, èng, âets, î, èl, èll, èm, èn, ô, pî, ffî, èr, rhî, ès, tî, èth, û, ŵ, ŷ
A fel nem sorolt j, k, q, v, x, z betűk nem részei az ábécének, ezek csak még meg nem honosult idegen szavakban találhatóak (nagyon ritkán).
Sohasem választjuk el a következő betűket: ch, dd, ff, ng, ll, ph, rh, th.

## Írás és kiejtés

### Hangsúly
A walesi nyelvben a hangsúly általában az utolsó előtti szótagra esik. Ez alól a legfontosabb kivétel a -hau végződés, amely mindig hangsúlyos!
Fontos, hogy a szavak ragozása közben a hangsúly mindig az utolsó előtti szótagon marad, pl: afal – afalau.
Figyelni kell azonban a szótagolásnál az i és w betűkre, melyek nem csak magánhangzók, hanem mássalhangzók is lehetnek. Általában magánhangzók előtt ezek mássalhangzókként viselkednek, kivéve, ha van rajtuk tréma (¨): peidio ['pəidjo], de: sïo ['siː.ɔ]

### Magánhangzók
A walesi magánhangzók – akárcsak a magyar nyelvben – lehetnek rövidek és hosszúak is. A magánhangzók hosszúsága függ az adott szótag hangsúlyától, a környező betűktől és egyes mellékjelektől. Általában a
walesi nyelv nem jelöli a magánhangzók hosszúságát.
A walesi magánhangzó akkor hosszú, ha hangsúlyos szótagban áll, és csak egyetlen b, ch, d, dd, f, ff, g, s, th, (i, u esetében l, n, m és ng) mássalhangzó áll utána (északi nyelvjárásokban ll, s + mássalhangzó kapcsolatban is) ugyanabban a szótagban, vagy egyáltalán nem áll utána mássalhangzó. Más esetben a magánhangzók rövidek maradnak.
Az egyes magánhangzók kiejtése:
- a: röviden megfelel a palóc nyelvjárásbeli rövid á-nak [a]; hosszan hasonlít a magyar á-hoz, csak kicsit zártabb [ɑː]: nghap [ŋ̊ap], gwlad [gʊ'lɑːd]
- e: röviden, mint a magyar e [ɛ]; hosszan, mint a magyar é [eː]: phen [fɛn], hen [heːn]
- i: röviden, általában mint a magyar i, csak egy kicsit zártabb [ɪ], magánhangzók előtt viszont úgy ejtjük, mint a magyar j-t [j]; hosszan, mint a magyar í [iː]: mhin [m̥ɪn], iaith [jaiθ], llid [ɬiːd]
- o: röviden nyílt rövid o [ɔ]; hosszan, mint a magyar ó [oː]: siop [ʃɔp], ffos [foːs]
- u: az északi és a déli nyelvjárásokban kétféleképpen ejtik:
  - északon úgy hangzik, mint az orosz ы (jerü) [ɨ̞]; [ɨː]: sut [sɨ̞t], thus [θɨːs]
  - délen úgy hangzik mint az i betű (de ezt sohasem ejtik j-nek!) [ɪ]; [iː]: sut [sɪt], thus [θiːs]
- w: röviden, mint a magyar u, csak kicsit kerekebb [ʊ]; hosszan, mint a magyar ú [uː]: twp [tʊp], rhwd [r̥uːd]
- y: első szótagban mindig egy svá [ə]; egyébként ugyanúgy ejtik, mint az u-t (nyelvjárási különbségek!):
  - északon: bychan [bə'han], llyfr [ɬɨ̞vɨ̞r], gwŷdd [gwɨːð]
  - délen: bychan [bə'han], llyfr [ɬɪvɪr], gwŷdd [gwiːð]
  - néhány egyszótagú szóban mindig svá-ként ejtendő: y [ə], yr [ər], yn [ən], yng [əŋ], ym [əm], fy [və], dy [də]

A magánhangzók kaphatnak különböző ékezetet is, melyeknek jelentése a következő:
- ^ (circumflex) – megnyújtja az egyébként rövid magánhangzó hosszát: gwân [gwɑːn], tŵr [tuːr], ŷm [ɨːm]/[iːm]
- ´ (acute) – a hangsúly helyét jelöli: ricríwt [rɪ'kriː.ʊt], caridýms [karɪ'dɨ̞ms]/[karɪ'dɪms]
- ` (grave) – az egyébként hosszú magánhangzó hosszát lerövidíti: cùl [kɨ̞l]/[kɪl], mẁg [mʊg]
- ¨ (tréma) – szétválasztja a kettőshangzókat két teljes hanggá: prosäig [prɔ'sɑː.ɪg], tröedigaeth [trɔ.ɛ'diːgɑːɨθ]/[trɔ.ɛ'diːgaiθ], cyẅres [kə.uːrɛs]

### Kettőshangzók
A walesi nyelvben léteznek kettőshangzók is, amelyek nem választhatóak el. Némelyiknél vannak különbségek az északi és déli nyelvjárások között (itt elöl áll az északi alak):
- ae [ɑːɨ]/[ai]: caer [kɑːɨr]/[kair]
- ai [ai]: main [main]
- au [aɨ]/[ai]; de a többes szám jelében [a]/[e]: haul [haɨl]/[hail]; sylwau [sə'luː.a]/[sə'luː.e]
- aw [au]: faw [vau]
- ei [əi]: peidio ['pəidjo]
- eu [əɨ]/[əi]: nheulu ['n̥əɨlɨ̞]/['n̥əilɪ]
- ew [ɛu]: tew [tɛu]
- ey [əɨ]/[əi]: swyddfeydd ['sʊɨðvəɨð]/['sʊiðvəið]
- iw [ɪu]: lliw [ɬiu]
- oe [ɔɨ]/[ɔi]: noeth [nɔɨθ]/[nɔiθ]
- oi [ɔi]: osgoi ['ɔsgɔi]
- ou [ɔɨ]/[ɔi]: cyffrous [kəf'rɔɨs]/[kəf'rɔis]
- ow [ɔu]: brown [brɔun]
- oy [ɔɨ]/[ɔi]: gloynnod [glɔɨn'noːd]/[glɔin'noːd]
- uw [ɨu]/[iu]: uwch [ɨux]/[iux]
- wy: kétféle ejtése lehet, attól függően, hogy melyik része a hangsúlyosabb:
  - ŵy [ʊɨ]/[ʊi]: gŵydd [gʊɨð]/[gʊið]
  - wŷ [wɨ]/[wi]: gwŷdd [gwɨð]/[gwið]
- yw [ɨu]/[iu]: fyw [vɨu]/[viu]

### Mássalhangzók
A walesi mássalhangzók közül a b [b], d [d], g [g], h [h], l [l], m [m], n [n], p [p], t [t]: bychan [bə'han], dwyn [dʊɨn]/[dʊin], gwŷdd [gwɨð]/[gwið], haul [haɨl]/[hail], nheulu ['n̥əɨlɨ̞]/['n̥əilɪ], main [main], peidio ['pəidjo], twp [tʊp]
A többi betű kiejtése:
- c: mint a magyar k [k]: caer [kɑːɨr]/[kair]
- ch: mint az Ahmed h-ja [x]: bychan [bə'xan]
- dd: mint az angol this th-ja [ð]: gwŷdd [gwɨð]/[gwið]
- f: általában magyar v [v], szó végén gyakran néma: faw [vau], haf [ha]
- ff: magyar f [f]: ffos [foːs]
- ng: egy szótagban mint a leng n-je [ŋ], külön szótagban mint a leng ng-je [ŋg]: yng [əŋ], dangos ['daŋgɔs]
- ngh: zöngétlen ng [ŋ̊]: nghap [ŋ̊ap]
- j: magyar dzs [d͡ʒ]: ngarej ['ŋɑːrɛd͡ʒ] – ritka, csak idegen – főként angol – eredetű szavakban fordul elő
- ll: a magyar l helyzetébe tett nyelv mellett kifújt levegővel képzett hang (egyes forrásokban zöngétlen l) [ɬ]: llid [ɬiːd]
- mh: zöngétlen m [m̥]: mhin [m̥ɪn]
- nh: zöngétlen n [n̥]: nheulu ['n̥əɨlɨ̞]/['n̥əilɪ]
- ph: magyar f [f]: phen [fɛn]
- r: a nyelvcsúcs pergetésével képzett r [r]: caer [kɑːɨr]/[kair]
- rh: zöngétlen r [r̥]: rhwd [r̥uːd]
- s: magyar sz [s]; a si kapcsolat magánhangzók előtt s-nek [ʃ] ejtendő: sut [sɨ̞t]/[sɪt], siop [ʃɔp]
- th: mint az angol think th-ja [θ]: thus [θɨːs]/[θiːs]
- ts: mint a magyar cs [t͡ʃ]: mats [mat͡ʃ] – ritka, csak idegen – főként angol – eredetű szavakban fordul elő

Egyéb fontos szabályok:
- -fr, -fn, -gr, -tr, -bl, és hasonló kappcsolatok szó végén: ha ilyen kapcsolatokkal találkozunk, a két mássalhangzó között nagyon röviden megismételjük az előtte álló magánhangzót: llyfr [ɬɨ̞vɨ̞r]/[ɬɪvɪr], cefn [kɛvɛn], aml [amal].
- Szó végén a mássalhangzó+-f, -l, -r betűkapcsolatokban e három szó végi mássalhangzó gyakran néma: ffenestr ['feːnɛst], posibl ['poːsɪb].

## Nyelvtan

### Névelők
A walesiben nincsen határozatlan névelő: cath (macska – egy macska), ysgol (iskola – egy iskola).
A határozott névelőnek három formája van:
- y – mássalhangzó előtt használatos; egyes számú nőnemű szavak lágy mutáción esnek át, kivéve az ll és rh kezdetűek: ci – y ci (kutya – a kutya), cath – y gath (macska – a macska);
- yr – magánhangzók és h előtt használatos: enw – yr enw (név – a név), het – yr het (kalap – a kalap);
- 'r – magánhangzóra végződő szavak után használatos: dacw'r afon (van a folyó…), dyma'r llyfr (itt a könyv).

### Főnevek
A walesi főnevek lehetnek hímneműek (szótári jelük a g) vagy nőneműek (szótárban b).
A nőnemű egyes számú szavak lágy mutáción mennek keresztül a határozott névelő után: merch – y ferch (lány – a lány).
A magyarhoz hasonlóan a walesiben is egyes számot használunk a számok után: un car – deg car (egy autó – tíz autó).
Nőnemű szavak lágy mutáción mennek keresztül az un (egy) és dwy (kettő) számnevek után (az ll és rh kezdetűek csak dwy után): merch – un/dwy ferch (lány – egy/két lány), llaw – un llaw – dwy law (kéz – egy kéz – két kéz).
Hímnemű szavak lágy mutáción mennek keresztül a dau (kettő) számnév után: ci – dau gi (kutya – két kutya).
Hímnemű szavak a tri (három), valamint minden főnév chwe (hat) számok után hehezetes mutáción mennek keresztül: tractor – tri thractor (traktor – három traktor), punt – chwe phunt (font – hat font).
A főnevek lágy mutáción mennek keresztül az yn után: Roedd Mair yn ddoctor. (Mair orvos volt).

### Melléknevek
A melléknevek általában a vonatkozó főnevek után állnak, ez alól van néhány kivétel, mint például a hen (öreg/régi), hoff' (kedvenc), prif (fő), melyek után lágy mutáció is következik: car mawr (nagy autó); hen ddyn (öreg ember), hoff fwyd (kedvenc étel), prif gymeriad (fő jellegzetesség).
Egyes számú nőnemű főnév után lágy mutáción esik át a melléknév: cadair fawr (nagy szék), merch fach (kislány). Ha a főnév után egy melléknévi jelentésű másik főnév áll, szintén lágy mutáció következik be: siop gig (húsbolt).
Ha a melléknév önállóan áll (nem kapcsolódik főnévhez), akkor mindig egy yn szócska áll előtt, ami lágy mutációt is okoz: Dydy'r car ddim yn hen. (Az autó nem öreg.); Mae'r castell yn fawr. (A kastély nagy.).
Minősíthetjük a melléknevet a rhy (túl), gweddol (meglehetősen/egészen), eithaf (meglehetősen/egészen), lled (meglehetősen/egészen) szavakkal, ezek az yn és a melléknév közé kerülnek. (A gweddol lágy mutáción esik át az yn után, valamint a melleknevek is mutálódnak a fenti szavak – kivéve az eithaf – után. Az eithaf általában lerövidül eitha formában, mivel a walesi hajlamos a szó végi -f elhagyására.): yn weddol ddiddorol (meglehetősen érdekes), yn rhy boeth (túl forró), yn lled dal (elég magas), yn eitha tew (elég kövér).

### Fokozás és összehasonlítás
A melléknevek fokozásának több fajtája létezik a walesi nyelvben.

#### A rövid (egy-két szótagos) szavak fokozása
| Alapfok    | Alapfokú összehasonlítás                  | Középfok         | Középfokú összehasonlítás    | Felsőfok                                                      |
| ---------- | ----------------------------------------- | ---------------- | ---------------------------- | ------------------------------------------------------------- |
| tal magas  | mor dal â cyn daled â olyan magas, mint   | talach magasabb  | yn dalach na magasabb, mint  | y tala (hímnem és többes szám) y dala (nőnem) a legmagasabb   |
| coch vörös | mor goch â cyn goched â olyan vörös, mint | cochach vörösebb | yn gochach na vörösebb, mint | y cocha (hímnem és többes szám) y gocha (nőnem) a legvörösebb |

A végződések hozzáadásával egyes tőhangzók megváltoznak:
- w → y: trwm (nehéz) → trymed/trymach/tryma
- d → t: drud (drága) → druted/drutach/druta
- g → c: pwysig (fontos) → pwysiced/pwysicach/pwysica
- b → p: gwlyb (nedves) → gwlyped/gwlypach/gwlypa

#### A többszótagú szavak fokozása
Ezek a szavak általában -ol, -og, -us vagy -gar szótagra végződnek.
| Alapfok          | Alapfokú összehasonlítás            | Középfok                | Középfokú összehasonlítás           | Felsőfok                                                                        |
| ---------------- | ----------------------------------- | ----------------------- | ----------------------------------- | ------------------------------------------------------------------------------- |
| diddorol érdekes | mor ddiddorol â olyan érdekes, mint | mwy diddorol érdekesebb | yn fwy diddorol na érdekesebb, mint | y mwya diddorol (hímnem és többes szám) y fwya diddorol (nőnem) a legérdekesebb |
| blasus ízletes   | mor flasus â olyan ízletes, mint    | mwy blasus ízletesebb   | yn fwy blasus na ízletesebb, mint   | y mwya blasus (hímnem és többes szám) y fwya blasus (nőnem) a legízletesebb     |
| swil félénk      | mor swil â olyan félénk, mint       | mwy swil félénkebb      | yn fwy swil na félénkebb, mint      | y mwya swil (hímnem és többes szám) y fwya swil (nőnem) a legfélénkebb          |

Mint ez utóbbi példából jól látszik, vannak olyan rövid melléknevek, amelyek a többszótagúak mintájára fokozódnak. Ilyenek még pl.: gwyllt (vad), dyflas (unalmas), gwyntog (szeles) stb.

#### Szabálytalan fokozású melléknevek
A legfontosabb rendhagyó fokozású melléknevek a következők:
| Alapfok       | Alapfokú összehasonlítás                   | Középfok         | Középfokú összehasonlítás              | Felsőfok                                                           |
| ------------- | ------------------------------------------ | ---------------- | -------------------------------------- | ------------------------------------------------------------------ |
| mawr nagy/sok | cymaint â mor fawr â olyan nagy/sok, mint  | mwy nagyobb/több | yn fwy na nagyobb/több, mint           | y mwya (hímnem és többes szám) y fwya (nőnem) a legnagyobb/legtöbb |
| bach kicsi    | cyn lleied â mor fach â olyan kicsi, mint  | llai kisebb      | yn llai na kisebb, mint                | y lleia a legkisebb                                                |
| da jó         | cystal â olyan jó, mint                    | gwell jobb       | yn well na jobb, mint                  | y gorau (hímnem és többes szám) yr orau (nőnem) a legjobb          |
| drwg rossz    | cynddrwg â mor ddrwg â olyan rossz, mint   | gwaeth rosszabb  | yn waeth na rosszabb, mint             | y gwaetha (hímnem és többes szám) yr waetha (nőnem) a legrosszabb  |
| uchel magas   | cyfuwch â mor uchel â olyan magas, mint    | uwch magasabb    | yn uwch na magasabb, mint              | yr ucha a legmagasabb                                              |
| isel alacsony | cyn ised â mor isel â olyan alacsony, mint | is alacsonyabb   | yn is na alacsonyabb, mint             | yr isa a legalacsonyabb                                            |
| agos közel    | cyn agosed â mor agos â olyan közel, mint  | nes közelebb     | yn nes na yn agosach na közelebb, mint | yr agosa a legközelebb                                             |